# Linterna Verde: Mosaico
Linterna Verde: Mosaico (Green Lantern: Mosaic) fue una serie de DC Comics protagonizada por el Linterna Verde John Stewart. La serie tuvo su origen en un arco argumental del mismo nombre y había sido establecida desde el lanzamiento del 3° volumen de Green Lantern en 1990. La serie mensual comenzó en junio de 1992 y terminó en noviembre de 1993, alcanzando 18 números. Fue escrita por Gerard Jones y la mayoría de los números fueron dibujados por Cully Hamner.

## El Mundo Mosaico
Mientras investigaba la desaparición de varias ciudades de la Tierra, el Linterna Verde Hal Jordan descubrió que Appa Ali Apsa, el único Guardián del Universo restante luego de la partida de sus hermanos a otra dimensión, se había vuelto loco a causa de la soledad. En busca de compañía, Apsa había estado secuestrando ciudades enteras de todos los mundos que visitó y las había transportado al planeta Oa, creando un conjunto llamado Mundo Mosaico.
John Stewart, capturado por Apsa, llamó a Jordan por medio de su anillo de poder y, junto a Guy Gardner (cómic) y los recién llegados Guardianes, derrotaron a Apsa.
Los Guardianes creyeron que el experimento de Apsa debía continuar hasta su conclusión, así que optaron por mantener este extraño grupo de comunidades en vez de regresar a sus habitantes a sus mundos. En consecuencia, asignaron a Stewart como el Linterna Verde del Mundo Mosaico, a cargo de mantener la paz entre las distintas comunidades y de intentar construir una sociedad armónica.

## Temática de la serie
La mayor parte de la serie se centra en el viaje espiritual de Stewart como Linterna Verde. Plagado de dudas a consecuencia de la muerte de Katma Tui, su esposa, Stewart aparece como un protector malhumorado e ineficiente que pasa todo su tiempo dando vueltas a sus errores del pasado y permitiendo que Ch'p, su camarada Linterna Verde, muera en un trágico accidente. Otros de los temas principales de la historia son el racismo y el poder.
Con el transcurrir de la serie, Stewart se ve forzado a enfrentar su pasado gracias a esfuerzos de Hal Jordan, los Guardianes y la aparición fantasmagórica de Ch'p. Finalmente Stewart evoluciona a un plano moral superior y se convierte en el primer humano en ascender al estatus de Guardián del Universo.

## Cancelación
En una movida poco común, y pese a que las ventas del cómic eran buenas, Green Lantern: Mosaic fue cancelado a poco comenzar. Durante una entrevista, Cully Hamner reveló los motivos detrás de la cancelación:
"...en ese entonces me dijeron que no concordaba con la visión editorial de DC (lo que sea que eso signifique). Las ventas no interesaban, el apoyo de los fans no interesaba. El primer número vendió unas 210.000 copias y el último que yo dibujé unas 70.000, así que la serie recibía suficiente apoyo. Se la marcó para ser cancelada al salir el número 5 y le dieron a Gerry Jones un año para cerrar la historia, pero no había ninguna duda de que la cancelaban porque a alguien de arriba no le importaba. Así que yo tenía un sentimiento de estar contra la pared, creativamente hablando, y me fui antes. Quien paga su dinero, corre los riesgos. Así funciona el negocio."  